# Лермонтовский проспект (Санкт-Петербург)
Ле́рмонтовский проспект — улица в Адмиралтейском районе Санкт-Петербурга. Проходит от ул. Декабристов до набережной Обводного канала. Образован в 1912 году.

## История
Назван в память о Михаиле Юрьевиче Лермонтове.
- 1-я Солдатская ул. (с 1739),
- Большая Поперечная ул. (1776—1793),
- пр. к Обводному городовому каналу (1821),
- пр. к Ново-Обводному каналу (1828),
- Нарвский Загородный пр. (1836—1844),
- Загородный пр. (1849—05.03.1871),
- Ново-Петергофский пр. (05.03.1871—24.09.1912),
- Большая Мастерская ул. (1798—24.09.1912),
- Грязная ул. (1801—14.07.1859),
- Могилёвская ул. (14.07.1859—24.09.1912),
- Старая Канонерская ул. (1798—1822),
- Малый Измайловский пр. (1798—1822)[1],
- Лермонтовский пр. (с 24.09.1912),

Возник в XVIII веке и состоял из двух, а позже — из трёх самостоятельных участков.
Первый участок (от улицы Декабристов до канала Грибоедова) 20 августа 1739 года получил название 1-я Солдатская улица, так как там собирались строить дома для солдат Адмиралтейского ведомства. В 1776 году она была переименована в Большую Поперечную улицу. В 1798 году была поделена на два проезда. Первый был назван Большой Мастерской улицей (из-за расположения слобод мастеровых людей), второй — Старой Канонерской улицей (там располагалось поселение пушкарей, канониров). В 1801—1859 годах назывался Грязной улицей, а после — Могилёвской. Третий участок с 1798 года тоже несколько раз менял название — Измайловский проспект, Малый Измайловский проспект (находился на границе территории Измайловского полка). С 1820-х годов назывался проспектом к Обводному городовому каналу или проспектом к Ново-Обводному каналу, с 1829 года — Загородным проспектом, с 5 марта 1871 года — Ново-Петергофским.
24 сентября 1912 года все три участка объединили под названием Лермонтовский проспект.

## Примечательные здания и сооружения

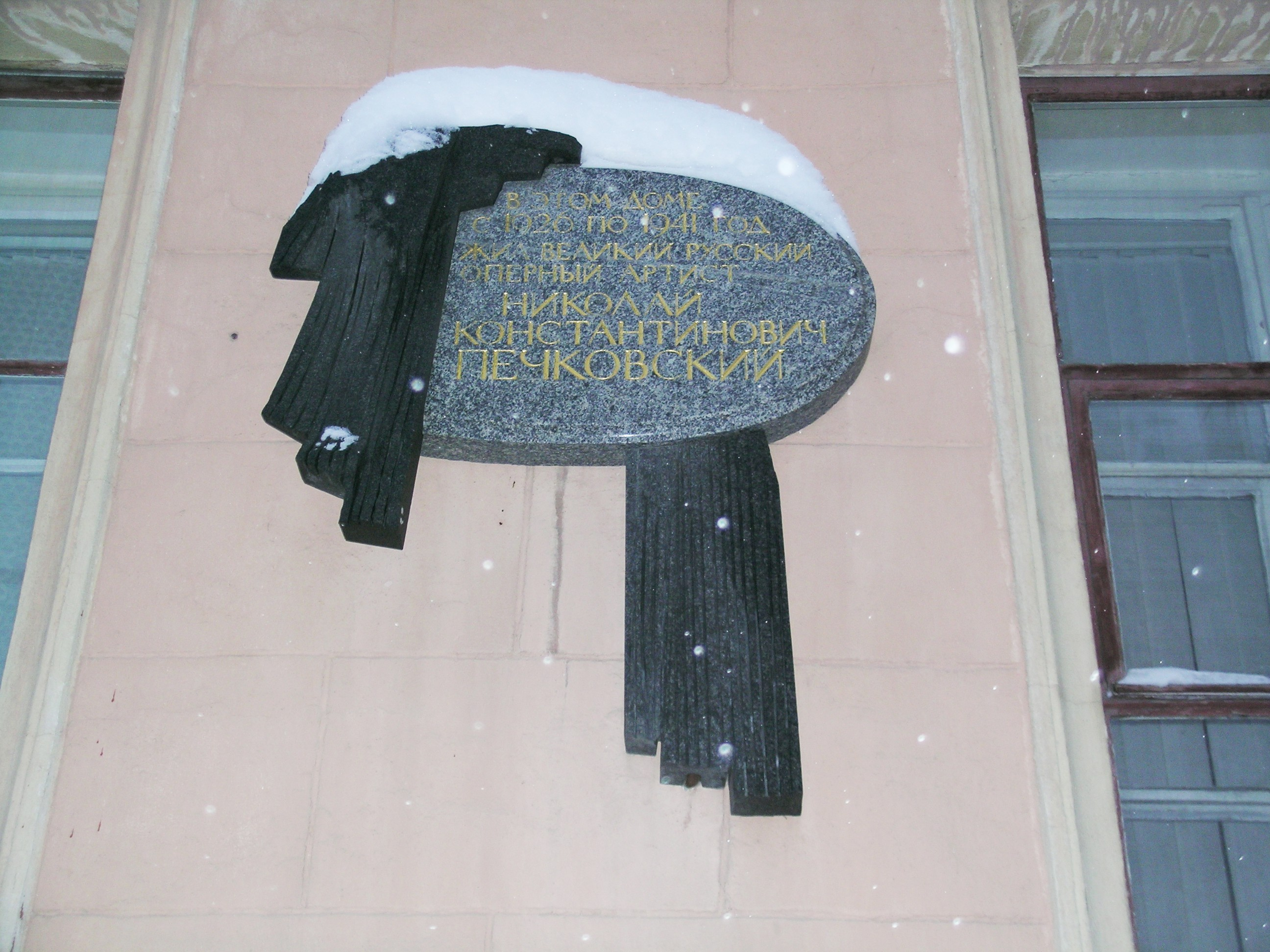
Мемориальная доска с текстом:
В этом доме с 1926 по 1941 годы
жил великий русский оперный артист
Николай Константинович Печковский

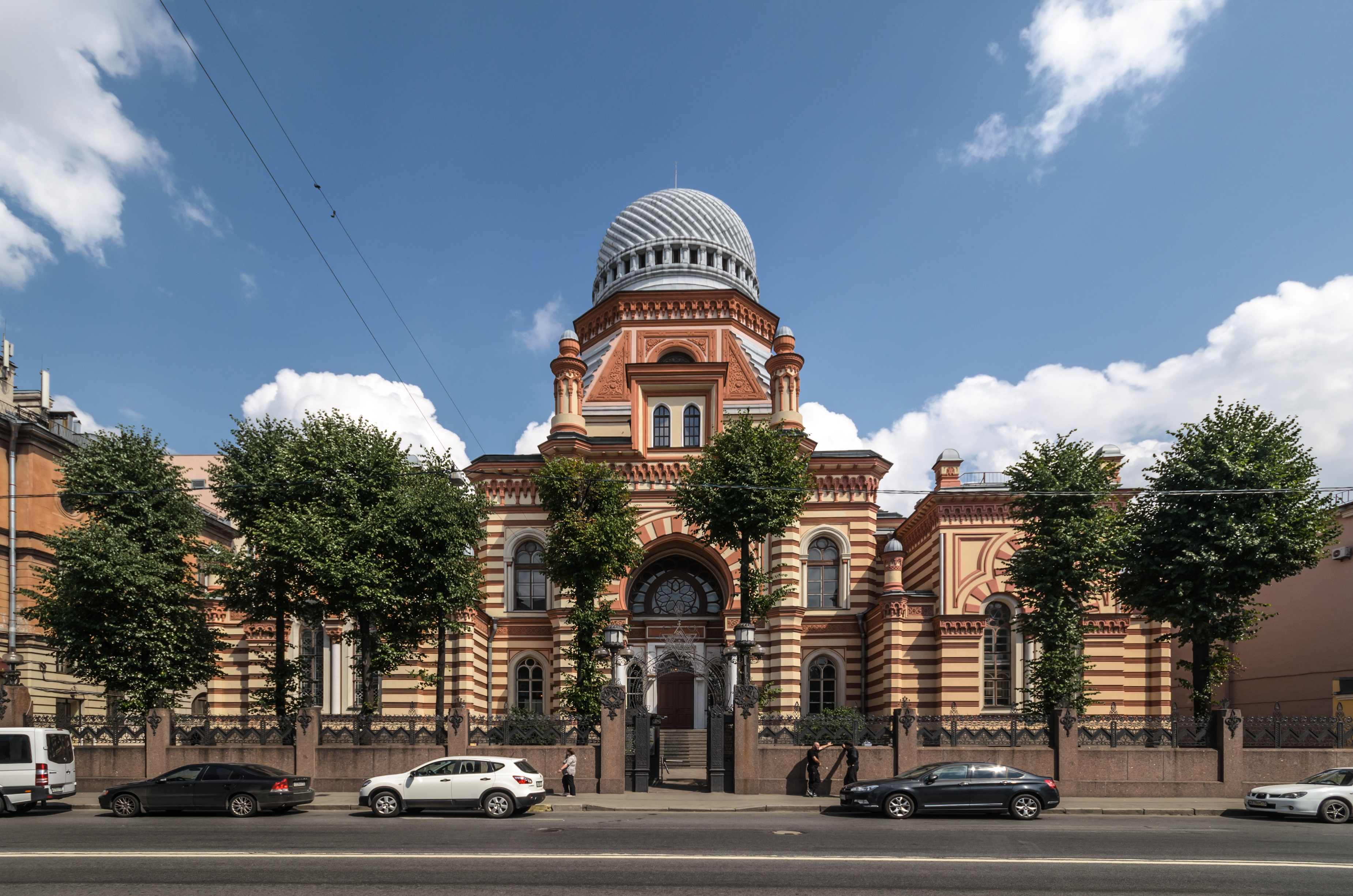
Большая Хоральная Синагога, 2014

- Дом № 2 — Большая Хоральная Синагога.  781520325510006
- Дом № 2/42 — здание еврейского ремесленного училища, 1896—1897 гг., арх. Б. И. Гиршович.  781510214870005
- Дом № 3 — на здании установлена мемориальная доска с надписью «Здесь в 1905 г. помещался первый петербургский комитет почтово-телеграфного союза. Сев. зап. обл. правл. союза работн. связи» (1925, Мрамор).
- Дом № 4 — 1926—1941 гг. жил певец Н. К. Печковский.
- Дом № 7 — доходный дом Н. В. Печаткина, 1914—1915 гг., арх. Н. И. Алексеев.  7831058000
- Дом № 8, литера А — доходный дом Б. В. Печаткина, 1914—1915 гг., арх. Н. И. Алексеев[3].  7831058000
- Дом № 8/10 — бывший дом Н. В. Арсеньева[4] Здесь в 1836—1837 гг. жил у бабушки (Е. А. Арсеньевой) М. Ю. Лермонтов. Существующее здание  памятник архитектуры (вновь выявленный объект)[5] — доходный дом Гутманов, построен в 1912—1913 гг. по проекту арх. И. И. Долгинова с включением существовавшего дома Арсеньева.
- Дом № 9 — дом И. В. Рогинского, построен в 1875 г. Ранее по этому адресу жили декабристы Александр Петрович и Пётр Петрович Беляевы, Борис Андреевич и Михаил Андреевич Бодиско и Василий Абрамович Дивов.
- Дом № 10 (проспект Римского-Корсакова, 53) — доходный дом Н. Протопопова. Каменный двухэтажный дом был построен в 1822 году по проекту архитектора П. В. Шрётера для нарвского купца Степана Андреевича Распутина. В 1838-м архитектор Павел Воцкий надстроил существовавшее здание двумя этажами и возвёл примыкающие к нему флигели[6].  7831059000
- Дом № 11 — Церковь Исидора Юрьевского при Православном эстонском братстве.
- Дом № 12 — Памятный знак «Сквер В. Н. Харитонова». Надпись «Памятный знак установлен в честь Героя Советского Союза, защитника Ленинграда, почётного гражданина Санкт-Петербурга Харитонова Василия Николаевича». (Открыт 04.05.2010 года, установлен в сквере В. Н. Харитонова (на пересечении Лермонтовского пр. и набережной канала Грибоедова. Скульптор Виктор Сиваков, гранит, высота 1,5 м)[7][8]
- Дом № 13 — Янсон Ю. Э. (1835—1893), статистик, экономист.
- Дом № 14, литера Б (Садовая улица, 75) — дом Ш. З. Иоффа с кинематографом, здание нач. XIX в. было перестроено в 1916 г. по проекту арх. И. Г. Лангбарда и гражд. инж. Н. П. Степанова. 30 января 2025 года  Совет по сохранению культурного наследия при Правительстве Санкт‑Петербурга одобрил концепцию приспособления дома под четвёртую сцену Мариинского театра[9].  7830897000
- Дом № 17 — в 1870-х гг. останавливался в доме родителей композитор П. И. Чайковский
- Дом № 20 — 2-е Городское попечительство о бедных, мануфактурный магазин В. В. Кочешкова
- Дом № 43/1, литера А — здание гостиницы «Советская», было построено в 1968—1973 гг. по проекту архитекторов Е. А. Левинсона, А. И. Прибульского, В. В. Ганкевич. В 2014 году было включено в «Список диссонирующих объектов», не вписывающихся в ансамбль исторической застройки[10][11].
- Дом № 27 — дом Панфилова, 1831 г.[3]
- Дом № 46-48 (9-я Красноармейская улица, 10А / 10-я Красноармейская улица, 5) — бывший съезжий дом Нарвской части (Пожарное депо), 1834—1937 гг. Памятник архитектуры классицизма, арх. В. И. Беретти, А. Е. Штауберт.  781721204580006
- Дом № 50 (10-я Красноармейская улица / 11-я Красноармейская улица) — доходный дом М. Н. и Е. В. Беляевых, 1867 г., арх. К. К. Циглер фон Шафгаузен, перестроил в 1911—1913 гг. гражд. инж. Л. М. Харламов[3].
- Дом № 51 (12-я Красноармейская улица, 27) — здания детского приюта (1846—1848 гг. арх. Кавос А. К.). Образцовый детский приют великой княгини Александры Николаевны, церковь Святой мученицы царицы Александры при образцовом детском приюте великой княгини Александры Николаевны (утрачена)[3].  7831062000
- Дом № 52 — Городской училищный дом им. Лермонтова, арх. И. И. Яковлев, 1906—1907.  791410028450005

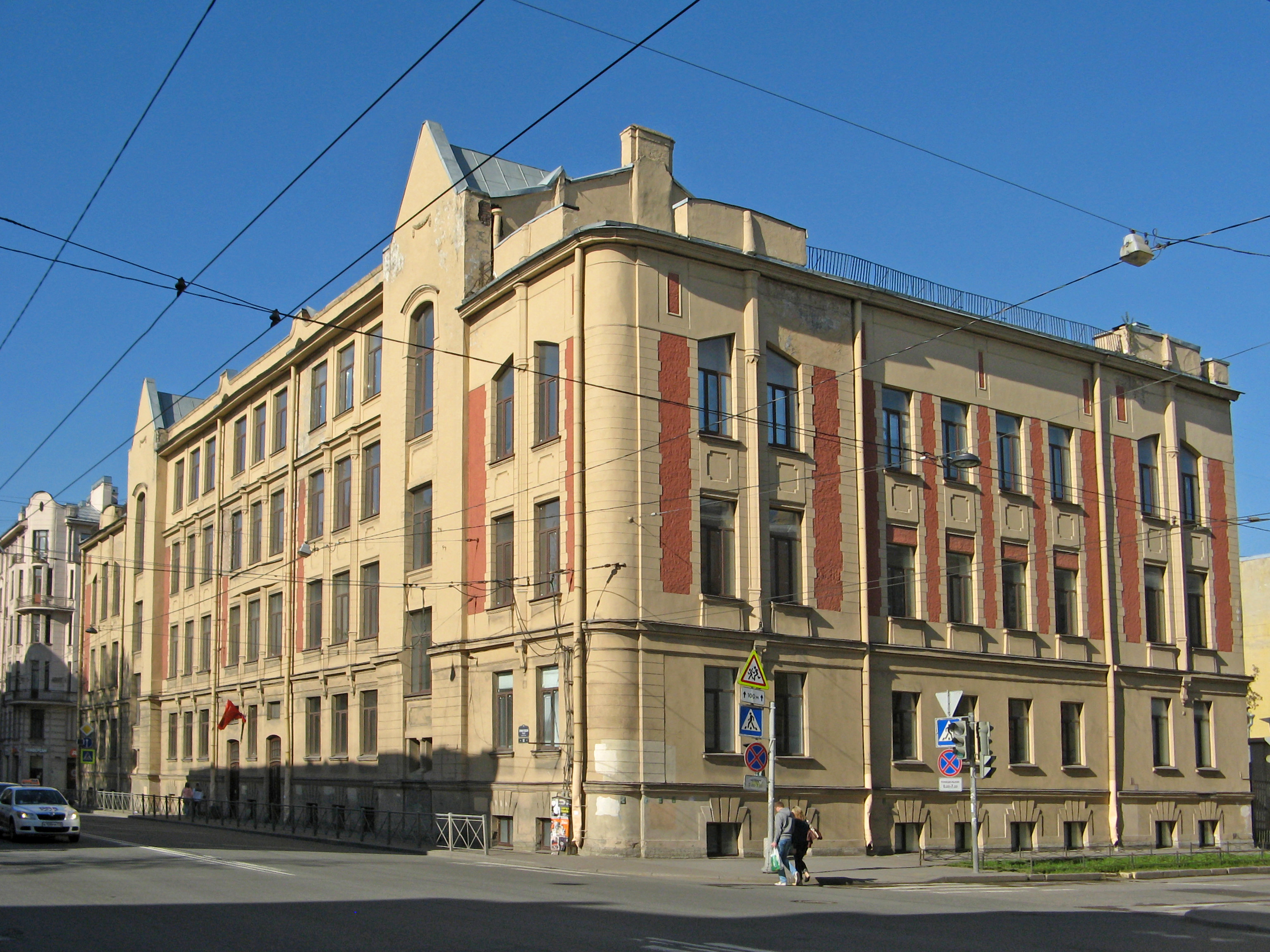
Городской училищный дом в память М. Ю. Лермонтова, № 52

- Дом № 53 (12-я Красноармейская улица, 32) — дом И. В. Жаворонкова, 1830-е гг., расширен в 1896 г., арх. В. Ф. Розинский.  7831091000
- Дом № 54 — с 1839 года здесь находилась Школа гвардейских подпрапорщиков и кавалерийских юнкеров (с 1864 года — Николаевское кавалерийское училище), перед зданием в 1914—1916 годах были открыты памятник Лермонтову (ск. Б. М. Микешин), бюсты М. П. Мусоргского и П. П. Семёнова-Тян-Шанского (утрачены, в 1989 году воссозданы, скульп. А. П. Тимченко). В здании (бывшей церковь Кавалерийского училища), мемориальная доска. В настоящее время в здании располагается завод радиотехнического оборудования[12]. На четырёх досках перечислены имена погибших в Крымскую войну 1853—1856 гг. 1860-е гг. Мрамор.  781720972170006
- Дом № 56 — Измайловские провиантские магазины.  7810088000
- Дом № 57 — Санкт-Петербургский военно-морской институт.
- Могилёвский мост
- Египетский мост

## Пересечения
- улица Декабристов
- улица Союза Печатников
- проспект Римского-Корсакова
- набережная канала Грибоедова
- Канонерская улица
- Садовая улица
- улица Лабутина
- набережная реки Фонтанки
- Троицкий проспект
- 13-я Красноармейская улица
- 8-я Красноармейская улица
- Рижский проспект
- 9-я Красноармейская улица
- 10-я Красноармейская улица
- 11-я Красноармейская улица
- 12-я Красноармейская улица
- набережная Обводного канала